# Lariophagus dryorhizoxeni
Lariophagus dryorhizoxeni är en stekelart som först beskrevs av William Harris Ashmead 1886.  Lariophagus dryorhizoxeni ingår i släktet Lariophagus och familjen puppglanssteklar. Inga underarter finns listade i Catalogue of Life.